# ألبرت توماس (لاعب كرة قدم)
ألبرت توماس (بالإسبانية: Albert Tomàs i Sobrepera)‏ (مواليد 19 ديسمبر 1970)، هو لاعب كرة قدم سابق كان يلعب كمدافع.

## وصلات خارجية
- ألبرت توماس على موقع رابطة كرة القدم اليابانية للمحترفين (اليابانية)
- ألبرت توماس على موقع قاعدة بيانات كرة القدم.إي يو (الإنجليزية)
- ألبرت توماس على موقع عالم كرة القدم.نت (الإنجليزية)